# Albertina modern

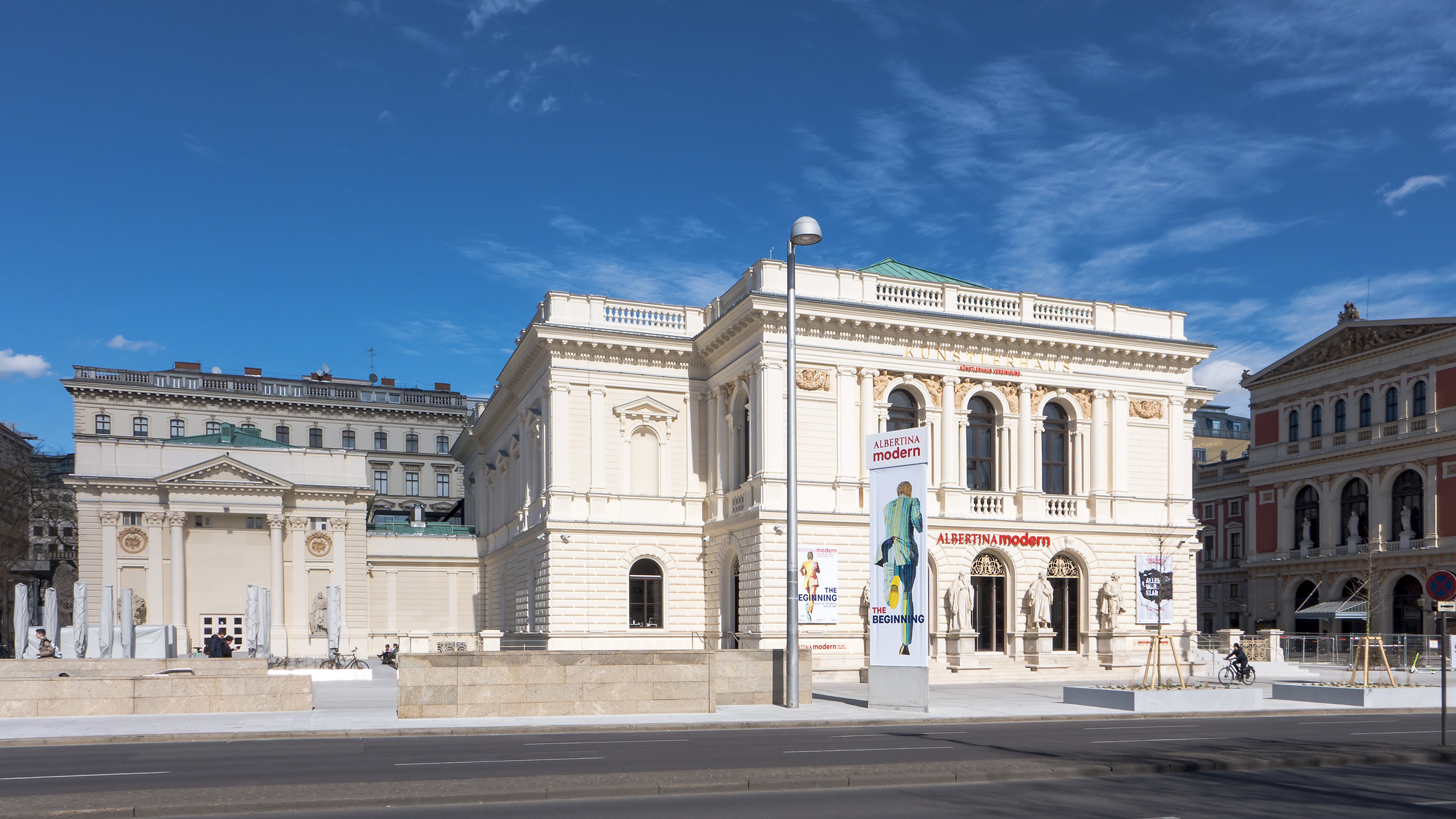
Künstlerhaus nach der Renovierung, 2020

Die Albertina modern ist ein Museum für Kunst, das als zweiter Standort der Wiener Albertina am 27. Mai 2020 im Künstlerhaus Wien eröffnet wurde. Während in der Albertina Kunst aus sechs Jahrhunderten, von der Gotik bis zur Gegenwart zu sehen ist, wird in der Albertina Modern Kunst der Klassischen Moderne bis Heute gezeigt. Der dritte Standort in Klosterneuburg widmet sich der Kunst nach 1945. 

## Geschichte
Der Unternehmer Hans Peter Haselsteiner und der Generaldirektor der Albertina Klaus Albrecht Schröder setzten sich das gemeinsame Ziel, die damalige Sammlung Essl dauerhaft zu erhalten und sie von Niederösterreich in die österreichische Bundeshauptstadt Wien zu übersiedeln. Gemeinsam mit der Familie Essl kamen sie überein, nach der Zusammenführung der Sammlung Essl mit den Sammlungen der Gegenwartskunst der Albertina ein eigenes Museum für moderne Kunst unter der Führung der Albertina zu gründen. Dieses Vorhaben wurde von Beginn an durch die jeweiligen Kulturminister Josef Ostermayer, Thomas Drozda, Gernot Blümel und Alexander Schallenberg unterstützt, die die Gründung des zweiten Standorts der Albertina befürworteten.
Als Ort für das Museum konnte das Künstlerhaus am Wiener Karlsplatz gewonnen werden, an dem Hans Peter Haselsteiner 2016 die Mehrheit erworben hatte. Durch die Etablierung der Künstlerhaus Besitz- und Betriebsgesellschaft verpflichtete dieser sich, das ehemals prunkvolle Ausstellungshaus des Vereins zu renovieren und nach den museologischen Vorgaben der Albertina zu modernisieren. So wurde dieses architektonische Hauptwerk des Historismus die Heimstätte für das Museum auf einer Fläche von über 2.000 m² im Erdgeschoß und Untergeschoß des Hauses. Das Obergeschoß wird vom Verein Künstlerhaus, Gesellschaft bildender Künstler Österreichs, genutzt.
Im September 2021 wurde Chefkuratorin Angela Stief zur Direktorin bestellt.

## Sammlung
Seit dem Jahr 2000 wurde die Albertina renoviert und die Ausstellungsfläche vergrößert. Die Albertina Modern zeigt Kunst der Klassischen Moderne bis zur Gegenwart. 
Die Exponate für die Albertina Modern kommen aus den umfassenden Beständen der Albertina: Die Sammlung der Albertina Kunst der Gegenwart zählt mit knapp 70.000 Werken an Zeichnungen, Aquarellen, Druckgrafiken und Fotografien zu den großen Kollektionen an zeitgenössischer Kunst. 
Auch aus der Familiensammlung Haselsteiner sind regelmäßig bedeutende Werke zu sehen. Hans Peter Haselsteiner hatte 60 Prozent der Sammlung Essl erworben, nachdem das Besitzer-Ehepaar wirtschaftlich in die Krise geraten war. Die restlichen 40 Prozent schenkte das Ehepaar Essl der Albertina, sodass diese nun die ganze Sammlung nutzen kann.
Einen Schwerpunkt bilden die Sammlungen zur österreichischen Kunst, es finden sich aber auch umfangreiche Werkblöcke der deutschen Künstler Georg Baselitz, Anselm Kiefer, Markus Lüpertz, Jörg Immendorff und Günther Förg. Unter den Amerikanern stammen Werkgruppen von Andy Warhol, Alex Katz, Eric Fischl, Robert Longo, Cindy Sherman, Sherrie Levine, Ross Bleckner und Michael Heizer.
Eine Aufstellung der bisherigen Ausstellungen ist in der Gesamtliste der Ausstellungen in der Albertina (ab 2020) integriert.